# Xylophis
Xylophis is een geslacht van slangen uit de familie Pareidae.

## Naam en indeling
De wetenschappelijke naam van de groep werd voor het eerst voorgesteld door Richard Henry Beddome in 1878. Er zijn vier soorten , inclusief de pas in 2020 beschreven soort Xylophis mosaicus. Het geslacht werd eerder tot de familie Xenodermidae gerekend, maar wordt tegenwoordig aan de familie Pareidae en de onderfamilie Xylophiinae toegekend. Het is de enige groep binnen deze onderfamilie, die in 2019 door Deepak, Ruane en Gower werd beschreven.

## Verspreiding en habitat
Alle soorten komen voor in delen van Azië en leven endemisch in India. De habitat bestaat uit vochtige tropische en subtropische bossen, zowel in laaglanden als in bergstreken. Ook in door de mens aangepaste streken zoals plantages, stedelijke gebieden en aangetaste bossen kunnen de dieren worden aangetroffen.

## Beschermingsstatus
Door de internationale natuurbeschermingsorganisatie IUCN is aan drie soorten een beschermingsstatus toegewezen. Twee slangen worden beschouwd als 'veilig' (Least Concern of LC) en een soort als 'onzeker' (Data Deficient of DD).

## Soorten
Het geslacht omvat de volgende soorten, met de auteur, het verspreidingsgebied en de beschermingsstatus.
| Naam                   | Auteur                                                         | Verspreidingsgebied | Beschermingsstatus |
| ---------------------- | -------------------------------------------------------------- | ------------------- | ------------------ |
| Xylophis captaini      | Gower & Winkler, 2007                                          | India               |                    |
| Xylophis mosaicus      | Deepak, Narayanan, Das, Rajkumar, Easa, Sreejith & Gower, 2020 | India               | Niet geëvalueerd   |
| Xylophis perroteti     | Duméril, Bibron & Duméril, 1854                                | India               |                    |
| Xylophis stenorhynchus | Günther, 1875                                                  | India               |                    |